# بريد هونغ كونغ
بريد هونغ كونغ ((بالصينية: 香港郵政)) هي دائرة تابع لحكومة هونغ كونغ ومسؤولة عن خدمة البريد. تأسست عام 1841، آنذاك كانت تعرف باسم دائرة البريد أو مكتب البريد ((بالصينية: 郵政署)) قبل تسلم المملكة المتحدة لسيادة هونغ كونغ للصين عام 1997. هي عضو فرعي في الاتحاد العالمي للبريد منذ عام 1877، وهي مؤسسة مستقلة عن بريد الصين.

## التاريخ

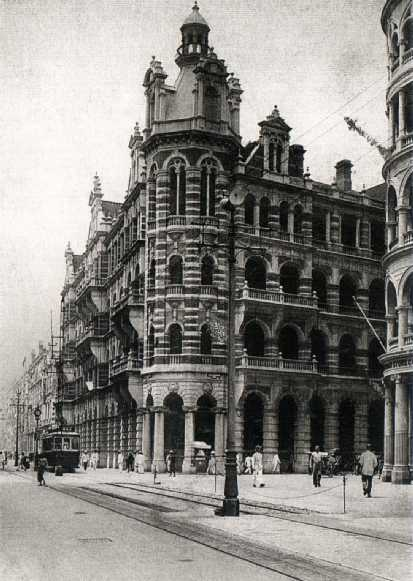
General Post Office circa 1911.

كان التجار على جانبي ميناء فيكتوريا وقبل الإستعمار البريطاني في عام 1842 يشتكون من غياب خدمة بريد يمكن الاعتماد عليها، ولذلك تم تأسيس دائرة البريد. والتي تأسست الدائرة في 28 من أغسطس 1841، وكان مكتب أ.ك.ا 書信館 هو الأول، ويقع بالقرب من كاتدرائية القديس جون وتم افتتاحه في 12 من نوفمبر. في البداية كان يُشغّله البريد الملكي البريطاني حتى انتقلت حقوق تشغيله لمديرية البريد الهونغ كونغية في الأول من مايو.
في الثامن من ديسمبر 1862، أصدر البريد أول حزمة من طوابع البريد لهونغ كونغ. قبل ذلك، كان الجنود البريطانيين وحدهم يمكنهم استخدام طوابع البريد البريطانية بينما لم يكن لدى السكان المحليين أية طوابع واستمر ذلك حتى تسليم هونغ كونغ للصين عام 1997.
عام 1989، أُدخِلَت للبريد آلات لفرز البريد تلقائياً وثُبِتت في المكتب الرئيسي.
لا يوجد نظام رمز بريدي في هونغ كونغ رعم أن واحداً كان قد تم التخطيط له منذ عام 2000.
منذ أغسطس 1995 بدأ المكتب بالعمل تحت اسم تريدنغ فند ((بالإنجليزية)).
قبل 1997 كان لون صناديق البريد أحمراً كما في المملكة المتحدة ومنقوشاً بشعارها. بعد تسليم السيادة عام 1997 تم تغيير لونها إلى الأخضر واستبدال النقش بشعار بريد هونغ كونغ. اعتبارا من ديسمبر 2011 يوجد 59 صندوق بريد بالهيئة القديمة للاستعمار في شوارع هونغ كونغ.

## تاريخ البريد
خلال فترة الاستعمار البريطاني كانت طوابع البريد تحمل اسم هونغ كونغ فقط، وأحياناً يرفع مع الاسم أسماء ورموز ملكية بريطانية مثل اسم الملكة إليزابيث، بعد تسليم السيادة عام 1997 تغير الاسم إلى هونغ كونغ، الصين. وباتت الطوابع القديمة غير صالحة للاستخدام ولا يقبلها البريد.

## مكاتب البريد
تنتشر المكاتب في كل أرجاء هونغ كونغ. اعتباراً من عام 2007، يوجد 34 مكتب في جزيرة هونغ كونغ، 42 في كولون، 45 في الأقاليم الجديدة و 8 في بقية الجزر. بالإضافة لخدمتين متنقلتين في المناطق النائية من الأقاليم الجديدة.

## الخدمات

### البريد
إضافةً لاعتماده على الدخل الناجم من توزيع البريد، يبيع الطوابع ومنتدات أخرى، لتستخدم من قبل الحكومة وقطاع الخدمات.

### الطوابع
طوابع بريد هونغ كونغ هو قسم أُنشئ عام 1974 ومسؤول عن ترويج وإشهار جمع الطوابع ولتلبية الطب المتزايد على طوابع هونغ كونغ من قبل محبي جمغ الطوابع البريدية. ويتركز عمله على ثلاثة أمور أساسية وهي:
1. تصميم الطوابع وانتجاها
2. تلبية الطلبات
3. الترويج

رغم سياسة إصدار الطوابع المحافظة أو المتشددة نوعاً ما، ألا إن جمع الطوابع في هونغ كونغ هواية، وتنتشر الكثير من التصاميم الجذابة بين ممارسي هذه الهواية.

### أخرى
يوفر بريد هونغ الخدمات التالية أيضاً:
- البريد المحلي
- البريد السريع
- خدمات البريد المباشرة
- البريد الإلكتروني
- الشهادة الإلكترونية (للتجارة الإلكترونية)
- الأعمال الإلكترونية
- خدمات التخليص
- خدمة البريد لكل من كندا، بر الصين الرئيسي، أندنوسيا، اليابان، النيبال والفلبين
- خدمة تحويل الأموال الكترنياً
- دفع الفواتير عبر البريد
- الخدمات اللوجستية، إلخ...

## الحواث
- عام 2005، تناقلت صحف خبر وجود كاميرا مخبأة في مكتب بريد تشيونغ سا وان والتي تنتهك خصوصية الأفراد. برر البريد وجودها بأنه كان ضرورياً لتيسير عمل الشرطة في التحقيق في عدة حوادث سرقة.
- في مارس 2007 فقد ساعيين للبريد ثلاث حقائب كانت في طريقها لوان شاي و المنطقة الشرقية في مكاتب إدارية لبعض المباني. على الرغم من أن بريد هونغ كونغ عثر أخيراً على إحدى تلك الحقائب، ألا إن ما يقارب الـ400 رسالة قد فقدت. المباني التي فقدت الرسائل فيها ليست ضمن قائمة الأماكن الرسمية لتخزين حقائب البريد، ولذلك، تم معاقبة الساعيَين لتجاهلهلما للتعليمات. ولكن بعض أعضاء نقابة سعاة البريد ذهبوا إلى أبعد من ذلك ورجحوا كون العملية عملية سرقة.

## وصلات خارجية
- Hongkong Post official website (بالإنجليزية) قالب:Zh-hk icon (بالصينية)
- Hongkong Post Stamps official website (philatelistics)
- Chapter 98 POST OFFICE ORDINANCE in the Law of Hong Kong